# Habranthus lacteus
Habranthus lacteus är en amaryllisväxtart som först beskrevs av Spencer Le Marchant Moore, och fick sitt nu gällande namn av Pierfelice Ravenna. Habranthus lacteus ingår i släktet Habranthus och familjen amaryllisväxter. Inga underarter finns listade i Catalogue of Life.